# Armaniacy
Armaniacy – stronnictwo polityczne we Francji w pierwszej połowie XV w. (w czasie wojny stuletniej), walczące z Anglikami oraz rywalizujące o wpływy na dworze z burgundczykami Jana bez Trwogi. Nazwa pochodzi od jednego z przywódców. W 1429 roku niewielki oddział armaniaków pod dowództwem Joanny d’Arc pomagał w odsieczy Orleanu oblężonego przez Anglików.

## Najważniejsi Armaniacy
- Ludwik, książę Orleanu,
- Bernard VII, hrabia Armagnac,
- Ludwik I de Burbon, hrabia Vendôme,
- Arnaud Guillaume de Barbazan,
- Bernard de Saint-Mont, baron de Saint-Mont,
- Pierre des Essarts.